# Gurgueiro
Gurgueiro (oficialmente San Miguel de Gurgueiro) es una parroquia española del municipio de Golada, perteneciente a la provincia de Pontevedra, en la comunidad autónoma de Galicia. En 2022, tenía empadronados 29 habitantes.